# 家 (陳潔儀歌曲)
〈家〉（英語："Home"），是首在新加坡於1998年推出的新加坡國慶慶典主題曲，由李炳文作曲。本曲的中英文版本均由陳潔儀主唱，並且為新加坡其中一首最著名的愛國歌曲。

## 後續翻唱
於2011年2月，39名新加坡歌手（包括陳潔儀在內）連同Singapore Symphony Orchestra響應新加坡全面防卫日，重新翻唱本曲，並由陳潔儀擔任歌曲錄影帶監製。

## 資料來源
1. ↑  孙伟伦. .   [2020-09-14].[]
2. ↑  . Channel NewsAsia.   [2020-09-14]. （原始内容存档于2012-10-22）.
3. ↑  黄靖晶. .   [2020-09-14].[]